# Hostili Túbul
Els Hostili Túbul  (en llatí: Hostilii Tubuli) foren una família de la gens Hostília que portà el cognomen Túbul.
Alguns personatges destacats d'aquesta família van ser:
- Gai Hostili Túbul, pretor urbà el 209 aC i governador de Càpua.
- Luci Hostili Túbul, pretor el 142 aC.